# فابيو بهية
فابيو بهية (بالبرتغالية: Fábio Bahia‏) هو لاعب كرة قدم برازيلي في مركز الوسط، ولد في 2 نوفمبر 1983 في Senhor do Bonfim ‏ في البرازيل. لعب مع إنتشون يونايتد وسبورت ريسيفي ونادي أيه بي سي ونادي باهيا ونادي غواراني ونادي غوياس ونادي فيلا نوفا ونادي ميراسول.

## وصلات خارجية
- فابيو بهية على موقع دوري كوريا الجنوبية (الإنجليزية)
- فابيو بهية على موقع قاعدة بيانات كرة القدم.إي يو (الإنجليزية)
- فابيو بهية على موقع Soccerway.com (الإنجليزية)